# Maximum Transmission Unit
Maximum transmission unit är den maximala längd på ett meddelande som kan skickas på internet. Nätverkslagret packar meddelandena i olika stora delar med den maximala storleken MTU. Vid högre hastigheter lämpar sig en större MTU, dock används fortfarande en MTU på 1500 bytes även på många snabba länkar.

## Exempel
Wi-Fi har en max MTU på 2346 bytes medan ethernet har en nästan obegränsad max MTU, men 1500 är vanligast på LAN. Ute på internet brukar man se 1500 och 9000 parallellt.